# عبد العزيز اليوسف (لاعب كرة قدم مواليد 1988)
عبد العزيز اليوسف لاعب كرة قدم سعودي ، في مركز الجناح في نادي السد.

## مسيرة اللاعب
لعب لأندية الشباب والتعاون ونادي سدوس ونادي المجزل ونادي الرياض ونادي الوشم ونادي الساحل ونادي السد.

## روابط خارجية
عبد العزيز اليوسف على موقع قاعدة بيانات كرة القدم.إي يو (الإنجليزية)
- عبد العزيز اليوسف على موقع Soccerway.com (الإنجليزية)
- عبد العزيز اليوسف على موقع كووورة